# Elizabeth Cabezas
Elizabeth Enriqueta Cabezas Guerrero (Riobamba, 14 de junio de 1963) es una economista y política ecuatoriana. Ocupó la presidencia de la Asamblea Nacional entre 2018 y 2019.

## Biografía

### Vida personal y estudios
Es hija del Contralmirante Napoleón Cabezas Montalvo de origen riobambeño. Su madre es Fanny Guerrero Mancheno de origen lojano.
Elizabeth Cabezas G. curso sus estudios de primaria y secundaria en Riobamba una formación apegada a valores y principios proporcionada en la escuela católica de la Santa Mariana de Jesús.
Sus estudios universitarios los desarrolló en Universidad Católica de Santiago de Guayaquil obteniendo su título de Economista en julio de 1989. Realizó un diplomado en Banca y Finanzas en la Universidad Del Pacífico en 1991, en el 2013 realizó una maestría en la Universidad Internacional de Cataluña obteniendo el título de Gerenciamiento de proyectos.

## Historial Laboral
Inicios
Sector Privado
Su vida laboral la inicio a temprana edad en el sector privado, combinando las tareas de estudios con el trabajo (1983). Su primer trabajo fue en el Banco del Pacífico en Guayaquil (1983-1988), en 1988 se trasladó a vivir a Quito al contraer matrimonio y permaneció en esa institución hasta el año 1994.
Hasta el año 2000 laboró para el sistema financiero en 2 instituciones crediticias importantes desempeñando cargos de alta responsabilidad como subgerente y gerente de crédito, afrontó la crisis financiera que generó una gran crisis económica a nivel nacional.

#### Municipio de Quito
Su vínculo con el sector público inició en el año 2002 en el Municipio de Quito. Cabezas ocupó el cargo de Directora metropolitana de Seguridad y Convivencia Ciudadana del Municipio del Distrito Metropolitano de Quito, de julio de 2005 a marzo de 2007.
Regresa al Municipio de Quito tras ser electa Concejal periodo 2009-2014.Elecciones del Distrito Metropolitano de Quito de 2009, año en que participó a Concejala ganando dicho cargo con el respaldo de la ciudadanía de manera amplia.
Como presidenta de la Comisión de Suelo y Ordenamiento Territorial legalizó 300 barrios en el DMQ constituyéndose en la autoridad con mayor gestión y resultados tangibles en beneficio de la comunidad. Dicha comisión procesó en ese periodo el 83 % de las ordenanzas de ese periodo.
Fue delegada del alcalde a presidir los directorios de EMAAP, CORPOSEGURIDAD y fondo de cesantías de los empleados municipales.
Su frontalidad, claras ideas y decisión le generaron fuertes rivalidades con el alcalde Barrera quien veía en ella una importante contendora, por lo que decidió no apoyar su reelección para el periodo 2014-2019, elecciones en las que Barrera y AP perdieron la reelección ante un nobel político Mauricio Rodas.
Gobierno del Ecuador
A patir de marzo de 2007 ocupó el cargo de Subsecretaríia del Ministerio Coordinador de Desarrollo Social, hasta diciembre del 2008. Fue la responsable del desarrollo proyectos de Inclusión económico y social.
Entre diciembre de 2013 y noviembre de 2015 fue coordinadora general del cumplimiento de la agenda territorial del presidente Rafael Correa, también fue subsecretaria general de despacho de la Vicepresidencia del Ecuador.

#### Asambleísta Nacional
En los comicios de febrero de 2017 fue elegida asambleísta en la Circunscripción 2 de la provincia de Pichincha por el movimiento Alianza País.
Antes de ejercer la Presidencia de la Función Legislativa integró la Comisión de Gobiernos Autónomos, Descentralización, Competencias y Organización del Territorio. En agosto del 2017 y frente a la escalada de siniestros en las vías y carreteras de Ecuador impulsó la creación de la Comisión Ocasional para Coordinar, Evaluar y dar seguimiento al Consejo Consultivo responsable del cumplimiento de la Ley de Tránsito del Ecuador, establecido en el artículo 23 de la Ley de Transporte Terrestre, Tránsito y Seguridad Vial.
Elección como presidenta

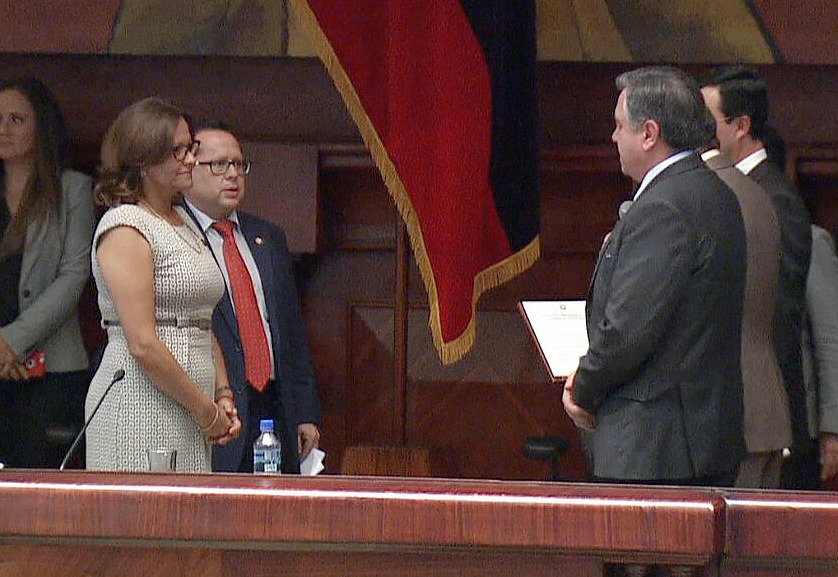
Elizabeth Cabezas durante su posesión como Presidenta de la Asamblea Nacional

Su elección como Presidenta se da luego de la destitución de su antecesor José Serrano Salgado quien fue destituido en medio de un escándalo al filtrarse una conversación con el excontralor Carlos Polit Faggioni, conversación difundida por el afectado fiscal Carlos Baca Mancheno en dicha conversación Serrano planteaba "bajarse al Fiscal Baca ".
El nombre de Elizabeth Cabezas Guerrero fue bien visto por los partidos de oposición de la AN y una vez que fue propuesto de manera unánime por su partido político AP recibió 84 votos con los que fue designada presidenta el 14 de marzo de 2018.

#### Presidenta de la Asamblea Nacional
Tras la destitución de José Serrano Salgado el 9 de marzo de 2018, Elizabeth Cabezas G. fue elegida presidenta de la Asamblea Nacional el 14 de marzo de 2018 con los votos de Alianza País, Partido Social Cristiano, movimiento SUMA y de la Bancada de la Integración Nacional (BIN). El grupo conocido como Bloque Revolución Alfarista, cercano al expresidente Correa, denunció una supuesta inconstitucionalidad de esa votación.
El 12 de septiembre de 2018 asumió la vicepresidencia del Parlamento de las Américas.
Dados los distintos actos de corruppción evidenciados propuso la Ley de Recuperación de Capitales, a través de la cual se plantea el control social como uno de los mecanismos para recuperar el dinero mal habido y destinarlo a proyectos sociales.
En su periodo tuvo que afrontar difíciles y cruciales momentos, a pocos días de asumir su mandato se dio en la frontera norte la desaparición de los tres periodistas del Diario El Comercio evento que tuvo un trágico final conocido en junio de 2018.
La Asamblea por primera vez tuvo que afrontar la destitución de 3 miembros (Sofía Espin, Norma Vallejo y Ana Galarza) las mismas que fueron denunciadas por colegas de la Asamblea de casos desde Diezmos, tráfico de influencia y tramitación de cargos públicos.

La destitución de la Vicepresidenta en funciones María Alejandra Vicuña también se dio en diciembre de 2018.

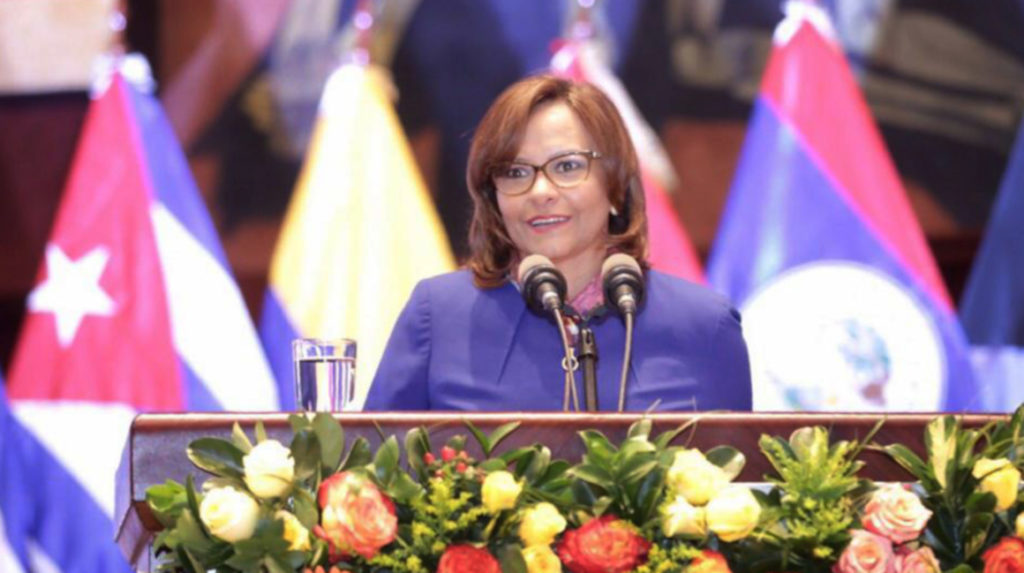
Presidenta Parlamericas

#### Presidenta de ParlAméricas[5]
El 25 de octubre del 2019 asumió la Presidencia de ParlAméricas, en sustitución del canadiense Robert Nault (Canadá).
ParlAméricas tiene sede en Canadá organismo internacional conformado por 35 estados americanos y del Caribe, tienen como objetivo promover las “mejores prácticas políticas para el fortalecimiento de las democracias” y la legitimidad de las instituciones parlamentarias en esta región.
Proyectos de Ley Presentados por Elizabeth Cabezas
Por primera vez en la vida Legislativa, propuso un Acuerdo Nacional por la Gobernabilidad, iniciativa apoyada por amplios colectivos, academia, organizaciones sociales e instituciones públicas y privadas.
Así mismo, presentó el proyecto de Ley para la Creación de la Universidad del Río, aprobado por unanimidad en 2018; y, el proyecto de Ley de Navegación, Gestión de la Seguridad y Protección Marítima que está en trámite en la Comisión de Relaciones Internacionales, mientras que el proyecto de Ley Sustitutiva del Artículo 28 de la Ley de Seguridad Social, cuenta con informe favorable para primer debate.
Propuestas de Ley presentadas en el periodo 2018-2020
Proponente del Proyecto de Ley de Economía Circular Inclusiva en el 2019, proyecto pionero en la región.
Fue la proponente de la propuesta de Ley de Recuperación de Capitales, a través de la cual plantea la necesidad de establecer procedimientos claros de la recuperación de los fondos robados y destino de los mismos bajo el control social.
Así mismo es proponente de la Ley de Navegación, Gestión de la Seguridad y Protección Marítima que está en trámite en la Comisión de Relaciones Internacionales, mientras que el proyecto de Ley Sustitutiva del Artículo 28 de la Ley de Seguridad Social, cuenta con informe favorable para primer debate. La Ley para la Movilidad Sostenible y Electromovilidad se encuentra en primer debate en la Comisión de Desarrollo Económico y la ley de Creación de la Universidad del Río en la ciudad de Guayaquil fue aprobada por unanimidad a finales del 2018.
A la fecha y ante el inmenso debate generado alrededor de la designación de los miembros del CPCCS el 13 de marzo de 2019 presentó una propuesta de Enmienda Constitucional a fin restringir las facultades del CPCCS. La propuesta busca retirar las facultades expresas en el art. 280 y añadirlas al art. 120 que se reitere a las atribuciones de la AN.
La Asamblea Nacional es el ente de representación democrática y política por excelencia y es la que debe retomar la designación de autoridades de control.
Esto se encuentra en debate y deberá esperar el pronunciamiento de la Corte Constitucional para ver si el camino es vía Enmienda o Reforma Constitucional.